# Odo de Nevers

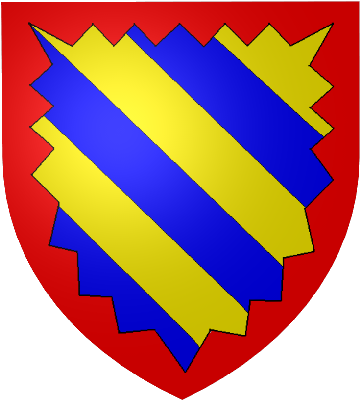
Blazonul lui Odo de Burgundia, conte de Nevers și Auxerre

Odo de Burgundia (n. 1230 – d. 4 august 1266) a fost conte de Nevers și de Auxerre și moștenitor al ducatului de Burgundia.
Odo era fiul cel mare al ducelui Hugo al IV-lea de Burgundia, iar mama sa era Iolanda de Dreux.
El nu a moștenit niciodată Ducatul de Burgundia, dat fiind că a murit înaintea tatălui său; ca urmare, Burgundia a fost condusă de către fratele său mai mic, Robert al II-lea.
Odo a fost căsătorit cu Matilda a II-a de Nevers, cu care a avut trei fiice, toate dintre acestea trecând la guvernarea comitatelor moștenite de la Matilda:
- Iolanda (n. 1247–d. 1280), moștenitoare în Comitatul de Nevers (ca Iolanda a II-a), căsătorită mai întîi cu Ioan Tristan de Valois, prinț al Franței și conte de Valois, iar a doua oară cu contele Robert al III-lea de Flandra
- Margareta (n. 1250–d. 1308), moștenitoare în Comitatul de Tonnerre, căsătorită cu regele Carol de Anjou al Siciliei
- Adelaida (n. 1251–d. 1290), moștenitoare în Comitatul de Auxerre